# FM957
FM957 ist ein isländischer privater Hörfunksender, der zur Gruppe 365 miðlar gehört. Das Programm wird bei 95.7 FM gesendet. Der Sender spielt meist Popmusik. Der Sender hat 29,6 % Marktanteil. Die Domain fm957.is ist seit 14 Jahren im Betrieb. Die Website ist somit seit dem Jahr 2002 aktiv. Auf dem Sender gibt es aktuell fünf Sendungen.
- Topp tónlist (7–10 Uhr)
- FM95BLÖ – Endurflutningur (10–12 Uhr)
- Vala Eiríks (12–16 Uhr)
- Íslenski listinn (16–18 Uhr)
- Yngvi Eysteins (18–22 Uhr)

Ab 22 Uhr kommt bis 7 Uhr wieder Topp tónlist. Topp tónlist ist die einzige Sendung ohne Moderatoren.
Außerdem gibt es auf FM957 eine Sendung mit den Top 20 aktuellen Hits.
Der Name FM957 kommt von der FM-Frequenz des Senders. Der Sender sendet seit Beginn auf 95.7 FM. Der Empfang ist auch außerhalb von Reykjavík möglich. FM957 veranstaltet außerdem jedes Jahr die FM957 Sommer Party.